# Инта (аэропорт)
Инта — аэропорт города Инты в Республике Коми. Расположен на 2 км севернее города, управляется интинским филиалом компании ФГУП «Комиавиатранс».

## История
С 8 октября 2013 года возобновилось воздушное сообщение между Интой и столицей республики Сыктывкаром. Рейсы выполняются авиакомпанией Комиавиатранс два раза в неделю (вторник, суббота) на самолёте L-410. Также авиакомпанией осуществляются пассажирские перевозки из аэропорта в села Интинского района (Адзьвавом, Косьювом, Петрунь) и посёлки Ненецкого автономного округа (Харута, Хорей-вер).
В 2022 году аэродром Инта был исключён из реестра российских аэродромов гражданской авиации.

## Как добраться
Аэропорт находится в 2 километрах от центра города, отделён от города рекой Большая Инта. Время движения на личной машине или на такси составит около 10 минут.
В районе аэропорта ходят рейсовые автобусы № 5 ул. Воркутинская — пос. Юсьтыдор

## Характеристики
Взлётно-посадочная полоса класса D расположена в 400 м севернее здания аэровокзала и рассчитана на приём самолётов Ан-2, Ан-24, Як-40, L-410.
По состоянию на 2010 год была закрыта для самолётов всех типов. В 2013 году была проведена реконструкция взлетно-посадочной полосы аэропорта.
Основной пассажирооборот аэропорта приходится на гражданские пассажирские и грузовые вертолёты Ми-2, Ми-8, Ми-26.

## Происшествия и несчастные случаи
- 27 февраля 2014 года самолёт L-410 компании Комиавиатранс, выполняющий рейс «Сыктывкар — Инта», при посадке выкатился за пределы взлётно-посадочной полосы. Никто не пострадал.[8]
- 5 июня 2014 года самолёт L-410 компании Комиавиатранс, выполняющий рейс «Сыктывкар — Инта», при посадке выкатился за пределы взлётно-посадочной полосы. Никто не пострадал.[9]
- 20 октября 2015 года самолёт L-410 компании Комиавиатранс, выполняющий рейс «Сыктывкар — Инта», при посадке был сдут боковым ветром за пределы взлётно-посадочной полосы. Никто не пострадал.[10]

## Показатели деятельности
| год        | 2014 | 2015 | 2016 | 2017 |
| пассажиров | 6000 | 5825 | 3467 | 3469 |
| Источники: |      |      |      |      |

## Интересные факты

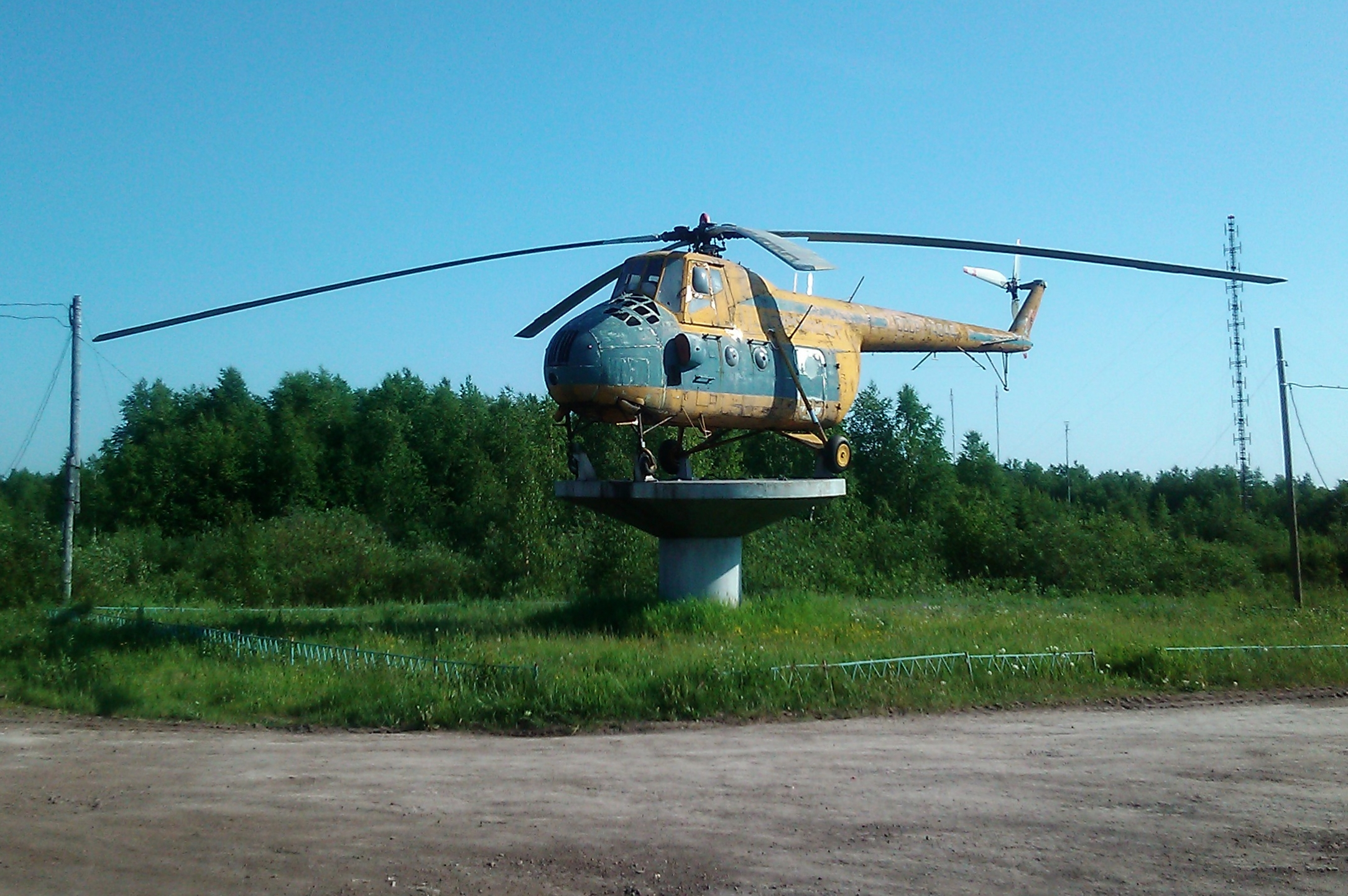
Ми-4 на постаменте

- Возле аэропорта на постаменте установлен пассажирский вертолёт Ми-4.
- Поэт Игорь Царёв сочинил стихотворение об Интинском аэропорте[14].
- С 14 апреля 2010 года по 31 декабря 2010 года аэропорт был закрыт для всех типов вертолётов[1].